# 伯樂

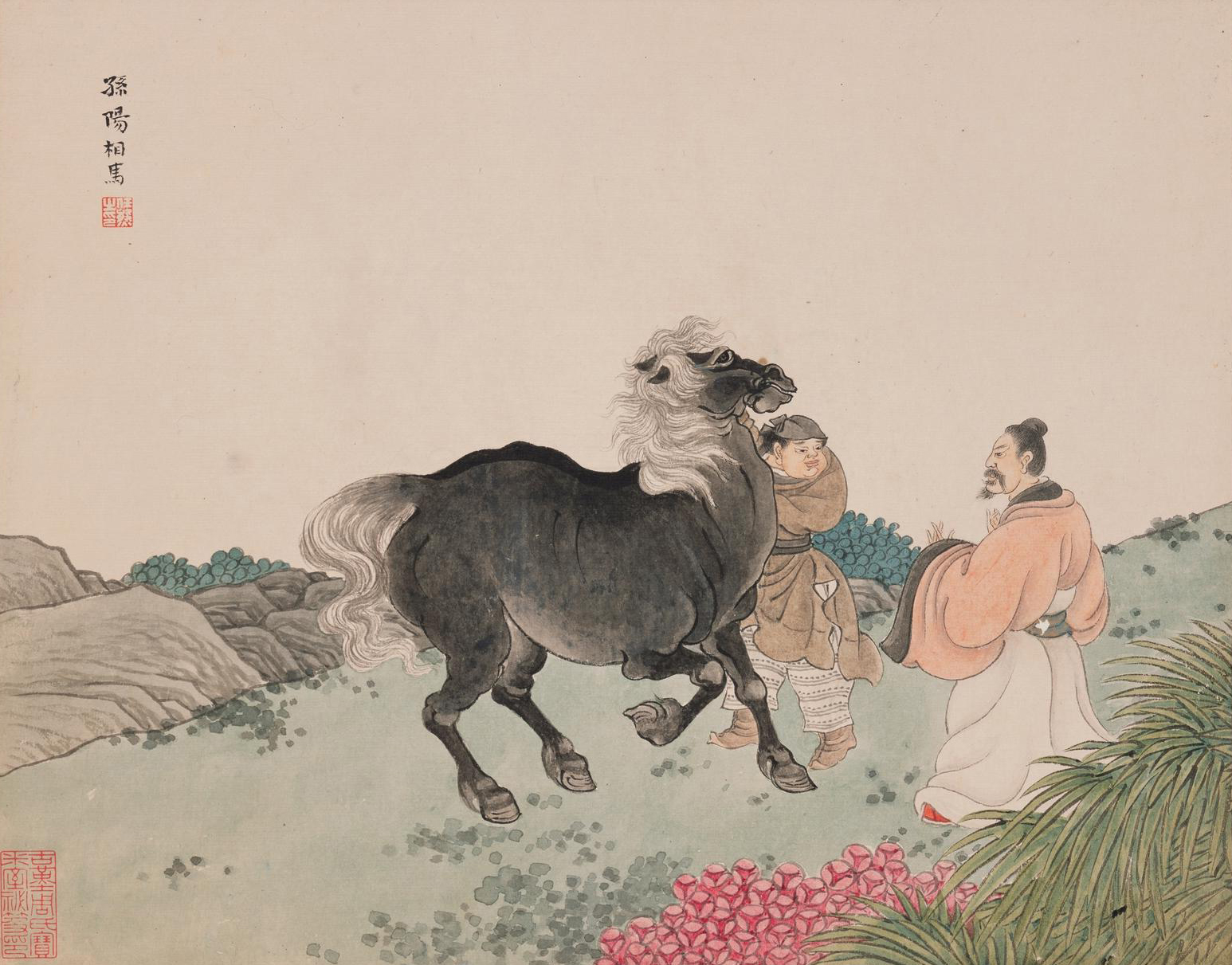
清任熊绘伯乐相马

伯樂（约前680年—前610年），原名孙阳，春秋中期郜国（今山东省菏泽市成武县）人。在秦国富国强兵中，作为相马师立下汗马功劳，得到秦穆公信赖，被封为“伯乐将军”。伯乐后来将毕生经验总结写成中国历史上第一部相马学著作——《伯乐相马经》。

## 典故
伯樂原本是星宿的名字，傳說是在天上管理天馬的神仙。《晋书・天文志上》：“传舍南河中五星曰造父，御官也。一曰司马，或曰伯乐。”據說名駒見到伯樂就會向天長鳴，且會因他蒞臨而喜，因他離開而悲；《韓詩外傳》也有「使驥不得伯樂，安得千里之足」之句。

## 历史
春秋时期随着生产力的发展和军事的需要，马的作用已十分凸显。当时人们已将马分为六类，即种马（繁殖用）、戎马（军用）、齐马（仪仗用）、道马（驿用）、田马（狩猎用）、驽马（杂役用），养马、相马遂成为一门重要学问。孙阳就是在这样的历史条件下，选择了相马作为自己终生不渝的事业。孙阳从事相马这一职业时，还没有相马学的经验著作可资借鉴，只能靠比较摸索、深思探究去发现规律。孙阳学习相马非常勤奋，《吕氏春秋・精通》说：“孙阳学相马，所见无非马者，诚乎马也。”
少有大志的孙阳，认识到在地面狭小的郜国难以有所作为，就离开了故土。历经诸国，最后西出潼关，到达秦国，成为秦穆公之臣。当时秦国经济发展以畜牧业为主，多养马。特别是为了对抗北方牧人剽悍的骑士，秦人组建了自己的骑兵，故对养育马匹、选择良马非常重视。
孙阳在秦国富国强兵中立下了汗马功劳，并以其卓著成绩得到秦穆公信赖，被封为“伯乐将军”，随后以监军少宰之职随军征战南北。伯乐在工作中尽职尽责，在做好相马、荐马工作外，还为秦国举荐了九方皋这样的能人贤士，传为历史佳话。
伯乐经过多年的实践、长期的潜心研究，取得丰富的相马经验后，进行了系统的总结整理。他搜求资料，反复推敲，终于写成中国历史上第一部相马学著作——《伯乐相马经》，被相马者奉为经典，在隋唐时代影响较大。后虽失传，但蛛丝马迹在诸多有关文献中仍隐隐可见：《新唐书・艺文志》载有《伯乐相马经》一卷；唐中叶张鷟写的《朝野佥载》、明人张鼎思著《琅琊代醉编·伯乐子》和杨升庵著《艺林伐山》中均有大致相同的记载。

## 葬冢
伯乐去世后，葬于故里。墓地就在今成武县伯乐集镇驻地伯乐村前。20世纪50年代犹存明嘉靖重修孙阳伯乐墓，虽饱经风雨和磨难，今墓址仍存。20世纪70年代，曾于伯乐墓前挖掘出伯乐残碑，上有篆书“孙阳”。《太平寰宇记》“济阴县”下所记古迹有：“伯乐冢，秦人善相马者，葬于此。”北宋时，济阴县边界极近成武，今伯乐集镇当属济阴县辖，故《太平寰宇记》所云之伯乐冢当为今伯乐集镇南之伯乐冢。
伯乐姓孙名阳，而伯乐集村民亦多姓孙，且多称伯乐为其始祖。过去，其家庙中还挂有：“伯乐宗风绵世泽，仲或孝感震家声。”的楹联。从中我们也可以看出孙氏族人的渊源。

## 影响
唐朝大文豪韓愈的名句「世有伯樂，然後有千里馬」，使伯樂成為家傳戶曉的名字，後世被借用為懂得鑑別有才者的人。懷才不遇者，亦會自嘆「伯樂不常有」，表示未遇懂得欣賞自己的人。